# Charles Peskin
Pour les articles homonymes, voir Peskin.
Charles Samuel Peskin (né le 15 avril 1946) est un mathématicien américain, connu pour son travail sur la modélisation mathématique de l'écoulement du sang dans le cœur.

## Formation
Peskin reçu un A. B. (1968) de l'université Harvard et il a obtenu son doctorat en 1972 de l'Albert Einstein College of Medicine, à l'université Yeshiva, sous la direction d'Alexandre Chorin (Flow Patterns Around the Heart Valves: A Digital Computer Method for Solving the Equations of Motion) et peu de temps après, il rejoint la faculté du Courant Institute of Mathematical Sciences, université de New York. Il a été un enseignant productif auprès de mathématiciens appliqués, et il a conseillé plus d'une cinquantaine d'étudiants des cycles supérieurs (à la date de 2014).

## Travaux
Charles Peskin est connu pour ses travaux sur la modélisation mathématique de l'écoulement du sang dans le cœur. De tels calculs sont utiles dans la conception de valvules cardiaques artificielles. À partir de ces travaux a émergé une méthode originale de calcul pour l'interaction fluide-structure, qui est maintenant appelée la « méthode de limite immergée (en) ». Cette méthode permet le couplage entre des structures déformables immergées et des flux de fluide, pour traiter ces phénomènes par le calcul. Avec ses élèves et ses collègues, Peskin a également travaillé sur les modèles mathématiques de systèmes tels que l'oreille interne, le pouls artériel, la coagulation du sang, les maladies cardiaques congénitales, l'adaptation à la lumière dans la rétine, le contrôle du nombre d'ovulation, le contrôle de la réplication plasmide, la dynamique moléculaire, et les moteurs moléculaires.

## Prix et distinctions
Peskin est lauréat de 1983 à 1988 du prix MacArthur décerné par la fondation MacArthur. En 1985, il est lauréat du prix James-Wilkinson de la SIAM) en analyse numérique et calcul scientifique. En 1993, l'American Mathematical Society le récompense de la Conférence Gibbs. En 1992 l'université de New York lui décerne le prix Margaret et Herman Sokol.
En 1994, il est lauréat du prix du maire pour l'Excellence dans les Sciences et la Technologie, du prix Sidney-Fernbach décerné par l'Institute of Electrical and Electronics Engineers (IEEE), et du Cray Research Information Technology Leadership Award for Breakthrough Computational Science.
Il a reçu le prix George-David-Birkhoff en mathématiques appliquées de l'AMS–SIAM en 2003. 
Il est également l'un des premiers fellow de l'American Mathematical Society et il est membre de la Society for Industrial and Applied Mathematics. Il est membre de l'Académie américaine des arts et des sciences depuis 1994, de l'Académie nationale des sciences depuis 1995, et de l'Académie nationale de médecine des États-Unis depuis 2000.
En 1998 il est conférencier invité au congrès international des mathématiciens à Berlin (« Optimal dynamic instability of microtubules »).

## Publications
- avec Frank Hoppensteadt (de) : Modeling and Simulation in Medicine and the Life Sciences . 2e éd. Springer, 2004.
- The immersed boundary method. Acta Numerica, 2002, p. 1–39.